# トマーシュ・ユン
トマーシュ・ユン（Tomáš Jun, 1983年1月17日 - ）は、チェコ出身のサッカー選手。ポジションはFW。

## 経歴
幼い頃からACスパルタ・プラハのユースチームで活躍、1999-00シーズンに16歳でトップチームへと昇格した。これはクラブ史上最年少記録である。翌シーズンには10試合の出場(大半が途中出場)ながら5得点を挙げリーグ優勝に貢献、経験を積むため翌シーズンからレンタル移籍するも復帰後に14得点を挙げ得点王となった。
2005-06シーズンにはトルコのスーパーリーグに挑戦するが、所属先のトラブゾンスポルでは得点を決めることができず、シーズン後半はベシクタシュJK、2006-07シーズンはスパルタ・プラハとレンタル移籍したものの結果を残すことはできなかった。2007-08シーズンにFKテプリツェに3度目のレンタル移籍後、翌シーズンからの完全移籍が決定した。
2009-10シーズンはFKアウストリア・ウィーンでローン選手としてプレー。ここで21試合9得点という結果を残すとシーズン終了後に2年契約を結び、完全移籍を果たした。
2014-15シーズンはチェコ1部のFKバウミト・ヤブロネツでプレー。
2015年以降はオーストリア・レギオナルリーガ（3部）のSCリッツィングに所属している。

## 代表歴
U-15チェコ代表の1998年11月12日のベルギー戦でハットトリック、2000年5月のU-16欧州選手権では大会得点王になりチームの準優勝に貢献。2001 FIFAワールドユース選手権にも全試合出場し決勝トーナメント1回戦のクロアチア戦で決勝点を決めるなどチームのベスト8進出に貢献。2002年のU-21欧州選手権の優勝メンバーに名を連ねるなど各年代代表としてプレーをした。2004年11月17日のマケドニア戦でフル代表デビューをした。

## 所属クラブ
- ACスパルタ・プラハ 1999-2005
→  FKヤブロネツ 2001-2002 (loan)
- トラブゾンスポル 2005-2008
→  ベシクタシュJK 2006.1-7 (loan)
→  ACスパルタ・プラハ 2006-2007 (loan)
- FKテプリツェ 2007-2010
→  SCラインドルフ・アルタッハ 2009 (loan)
→  FKアウストリア・ウィーン 2009-2010 (loan)
- FKアウストリア・ウィーン 2010-2014
- FKバウミト・ヤブロネツ 2014-2015
- SCリッツィング 2015-

この項目は、ウィキプロジェクト サッカー選手の「テンプレート」を使用しています。